# 糖化
糖化（とうか、英: saccharification）とは、デンプン等の多糖類を、少糖類・単糖類に分解する化学反応のこと。動物や植物の生体内で起こるほか、菌類や細菌（糖化菌など）などが分泌する酵素、あるいは酸などによってもこの反応は進行する。
酒造の発酵や製糖の過程でも観察される。化学的には多糖類のグリコシド結合を加水分解することである。なお、製糖を目的とする場合、ブドウ糖と異性化液糖に関しては規格がJASにより定められているが、麦芽糖などその他の糖に関しては特に規定はない。

## 酵素による方法
多糖類はアミラーゼ（広義）によって分解される。アミラーゼの供給源としては、麹・麦芽などが用いられる。

### 麹による方法
Aspergillus oryzae（コウジカビ）等の麹菌を、蒸した白米等の培地に植えて繁殖させたものが麹である。麹菌として国によってはクモノスカビ、ケカビ等も用いられる。アミラーゼ（α-アミラーゼやグルコアミラーゼ）を分泌するので、それを利用する。麹を原料（蒸米など）に混ぜることで糖化が行われる。
日本酒、焼酎、甘酒等の製造に使われる。

### 麦芽による方法
麦の種子は発芽時に、貯蔵したデンプンを利用するためにアミラーゼ等の加水分解酵素を合成する。ある程度発芽した段階で、乾燥・焙焦により生育を止め、粉砕して、麦芽中の酵素を利用する。粉砕した麦芽を原料（麦など）と混ぜ加熱することで糖化が行われる。
同じ原理で発芽玄米が使われたこともあった。
ビール、ウイスキーなどのスピリッツ類、水飴の一部に使われる。

### その他の方法
大根や唾液などにもアミラーゼが含まれるので、実験として水飴などが作られることがある。前者は臭い、後者は衛生面の問題があるので、流通には適さない。口噛み酒は、唾液中のアミラーゼでデンプンを糖化して製造する。奄美大島の「みき」は、すりおろした生のサツマイモ中のアミラーゼでデンプンを糖化して製造する。

## 酸による方法
デンプンを酸で加水分解することで糖を得る方法。醸造に用いられることはほとんどなく、主に製糖で用いる。

### 酸糖化法
酸によりデンプンを加水分解して糖を含んだ溶液を作り、アルカリで中和、できた溶液を精製、濃縮し、糖を得る。原料や製造対象(異性化液糖、麦芽糖、ブドウ糖など)、製造設備により製造プロセスは異なり、厳密に分類すると種類は多岐にわたる。精製方法も、活性炭投入や濾過、イオン交換膜など、いくつかのプロセスを組み合わせて利用する。(これはアミラーゼを利用した製法でも同様である。)